# Браніштя (Бістріца-Несеуд)
Браніштя (рум. Braniștea) — село у повіті Бистриця-Несеуд в Румунії. Адміністративний центр комуни Браніштя.
Село розташоване на відстані 342 км на північний захід від Бухареста, 33 км на захід від Бистриці, 56 км на північний схід від Клуж-Напоки.

## Населення
За даними перепису населення 2002 року у селі проживали 1220 осіб.
Національний склад населення села:
| Національність | Кількість осіб | Відсоток |
| -------------- | -------------- | -------- |
| угорці         | 629            | 51,6%    |
| румуни         | 586            | 48,0%    |

Рідною мовою назвали:
| Мова      | Кількість осіб | Відсоток |
| --------- | -------------- | -------- |
| угорська  | 626            | 51,3%    |
| румунська | 592            | 48,5%    |